# Herrarnas tvåa med styrman i rodd vid olympiska sommarspelen 1976
Herrarnas tvåa med styrman i rodd vid olympiska sommarspelen 1976 avgjordes mellan den 18 och 25 juli 1976. Grenen hade totalt 39 deltagare från 13 länder.

## Medaljörer
| Gren             | Guld                                                             | Silver                                                          | Brons                                                             |
| Tvåa med styrman | Östtyskland Harald Jährling Friedrich-Wilhelm Ulrich Georg Spohr | Sovjetunionen Dmitri Bekhterev Jurij Shurkalov Jurij Lorentsson | Tjeckoslovakien Oldřich Svojanovský Pavel Svojanovský Ludvík Vébr |

## Resultat

### Final
| Placering | Roddare                                                   | Land            | Tid     |
| --------- | --------------------------------------------------------- | --------------- | ------- |
| 1         | Harald Jährling, Friedrich-Wilhelm Ulrich och Georg Spohr | Östtyskland     | 7:58,99 |
| 2         | Dmitri Bechterev, Jurij Shurkalov och Jurij Lorentsson    | Sovjetunionen   | 8:01,82 |
| 3         | Oldřich Svojanovský, Pavel Svojanovský och Ludvík Vébr    | Tjeckoslovakien | 8:03,28 |
| 4         | Rumen Christov, Tsvetan Petkov och Todor Kisjev           | Bulgarien       | 8:11,27 |
| 5         | Primo Baran, Annibale Venier och Franco Venturini         | Italien         | 8:15,97 |
| 6         | Ryszard Stadniuk, Grzegorz Stellak och Ryszard Kubiak     | Polen           | 8:23,02 |